# Caleb Landry Jones

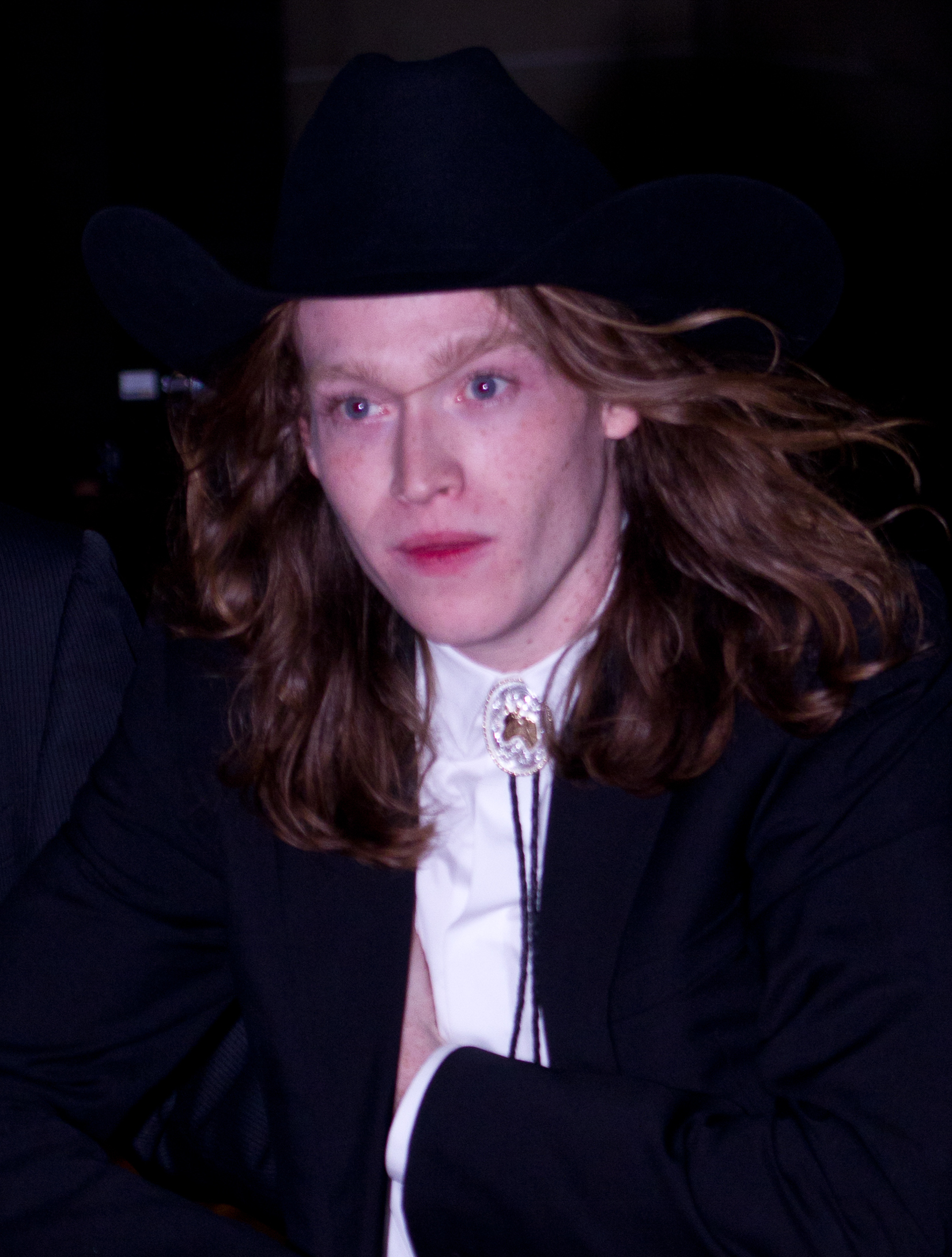
Caleb Landry Jones (2012)

Caleb Landry Jones (* 7. Dezember 1989 in Garland, Texas) ist ein US-amerikanischer Schauspieler und Musiker.

## Leben und Karriere
Caleb Landry Jones wuchs im texanischen Richardson auf.
2007 gab Jones in einer Nebenrolle in No Country for Old Men sein Filmdebüt. 2010 spielte er im Horrorfilm Der letzte Exorzismus die Rolle des Caleb Sweetzer. Ebenfalls 2010 hatte er eine kleinere Rolle in The Social Network.
2012 war er im Thriller Contraband neben Mark Wahlberg, Kate Beckinsale und Giovanni Ribisi in einer der Hauptrollen zu sehen. Daneben verkörperte er den Syd March in Brandon Cronenbergs Thriller Antiviral. Im Jahr 2017 spielte er in den Oscar-nominierten Filmen Get Out und Three Billboards Outside Ebbing, Missouri wichtige Nebenrollen.
Im Jahr 2021 wurde ihm für seine Hauptrolle in dem Drama Nitram der Darstellerpreis des 74. Filmfestivals von Cannes zuteil.
Jones gilt als spezialisierter Darsteller von „Außenseiter[n], Hinterwäldler[n], Freaks, Nerds, Heroin- und Virenjunkies, Posttraumatisierte[n] und Menschen mit Persönlichkeitsstörungen“. Zu Beginn seiner Laufbahn waren seine Rollen vielfach klein, jedoch „wirkungsvoll“, mit wenigen Ausnahmen spielt er in Independent-Produktionen.

## Filmografie (Auswahl)
- 2007: No Country for Old Men
- 2008: The Longshots
- 2008–2010: Friday Night Lights (Fernsehserie, 5 Folgen)
- 2009–2010: Breaking Bad (Fernsehserie, 2 Folgen)
- 2010: Der letzte Exorzismus (The Last Exorcism)
- 2010: The Social Network
- 2011: Summer Song
- 2011: X-Men: Erste Entscheidung (X-Men: First Class)
- 2011: Children of the Atom: Filming X–Men: First Class (Dokumentarfilm)
- 2012: Contraband
- 2012: Antiviral
- 2012: Byzantium
- 2013: Sag nicht, wer du bist! (Tom à la ferme)
- 2014: Leben und Sterben in God’s Pocket (God’s Pocket)
- 2014: Joe Albany – Mein Vater, die Jazz-Legende (Low Down)
- 2014: Queen & Country
- 2014: Heaven Knows What
- 2015: Stonewall
- 2016: Dirty Cops – War on Everyone (War on Everyone)
- 2017: Get Out
- 2017: Twin Peaks (Fernsehserie, 4 Folgen)
- 2017: The Florida Project
- 2017: Barry Seal – Only in America (American Made)
- 2017: Three Billboards Outside Ebbing, Missouri
- 2018: Friday’s Child
- 2018: To the Night
- 2019: The Kindness of Strangers – Kleine Wunder unter Fremden (The Kindness of Strangers)
- 2019: The Dead Don’t Die
- 2020: The Outpost – Überleben ist alles (The Outpost)
- 2021: Nitram
- 2021: Denen man vergibt (The Forgiven)
- 2021: Finch
- 2023: Dogman
- 2024: Harvest (auch Musik)
- 2025: Dracula – Die Auferstehung (Dracula: A Love Tale)